# Fin de l'Histoire
Ne doit pas être confondu avec Fin du monde.
La fin de l'Histoire est un concept philosophique qui trouve sa source dans certaines exégèses des travaux de Hegel, notamment dans les travaux du philosophe français Alexandre Kojève. Il a été remis au goût du jour après la chute du mur de Berlin par le chercheur américain Francis Fukuyama, comme terme final de l'histoire.
Si cette dernière interprétation a été fortement contestée à la suite des événements des années 1990, entre autres par Jacques Derrida dans Spectres de Marx (1993), des interprétations contemporaines de Hegel distinguent clairement l'utilisation, par ce dernier, de cette expression, de l'usage qu'en ont fait Kojève ou Fukuyama. Dans cette perspective, la « fin de l'histoire » est, chez Hegel, présente à chaque instant dans le processus historique, processus qui ne connaît pas lui-même de terme final. L'usage de l'expression et les interprétations du sens à lui donner divergent ainsi fortement et demeurent l'objet de débats.

## Origines
L'origine de la notion de « fin de l'Histoire » est régulièrement attribuée à Hegel par certains de ses commentateurs, tandis que le philosophe ne l'aborde jamais de front : par exemple, s'il est bien question dans le chapitre conclusif de La Phénoménologie de l'Esprit (1807) « des indications sur l'élimination du temps et de l'union, dans l'histoire conçue ("begriffne Geschichte"), entre la science et du savoir qui se manifeste», le texte d'Hegel ne fait pas mention d'une quelconque « fin de l'Histoire » et « il est douteux que cette paternité puisse lui être confirmée ou infirmée par une enquête sur et dans les textes, tant la lecture est tributaire de l'interprétation » auxquelles se sont livrés des chercheurs comme Reinhart Maurer ou Jean Renaud Seba : plutôt que d'une fin, il s'agit là d'un achèvement qui ouvre à une nouvelle période liée à l'essor de la Science.
C'est d'ailleurs plutôt les leçons de Berlin sur la philosophie de l'histoire — s'attachant davantage à l'« histoire en actes », événementielle ou objective — qui retiennent l'attention des commentateurs d'abord critiques comme Rudolf Haym, Anton Springer ou encore Nietzsche qui relève déjà en 1874 et non sans ironie que « pour Hegel, le point culminant et le point final du processus universel coïnciderait avec sa propre existence berlinoise ». La première étude approfondie sur le sujet, parue en 1906, est due à Moses Rubinstein qui conclut que la notion de fin de l'histoire est « effectivement suggérée dans certaines parties du système hegelien », suivi par Karl Löwith qui considère Hegel comme le penseur de l'achèvement de l'histoire.
Si Alexandre Koyrè estime que le fait qu'Hegel a pu croire que « l'histoire était effectivement achevée » sonne le glas de la philosophie hegelienne, c'est surtout  Alexandre Kojève qui, dans son Introduction à la littérature d'Hegel compilant ses cours donnés à l'École des hautes études entre 1932 et 1939, développe l'idée que l'émergence du savoir absolu constitue l'ultime évènement historique et marque « la fin du Temps, de l'Histoire et de l'Homme », ouvrant à une post-histoire qui ne connaitra plus d'évènements d'importance comme les guerres, révolutions ou les mutations religieuses. Si l'interprétation d'Hegel que fait Alexandre Kojève est notamment critiquée pour le prisme de sa propre lecture de Marx et pour la ténuité des liens qu'ont ses conjectures avec l'œuvre d'Hegel, l'idée de « fin de l'histoire » a été régulièrement reprise de ses travaux « soit pour en créditer Hegel, soit pour la retourner comme une arme contre son système mais au risque d'en faire à chaque fois une formule vide de sens ». Les réflexions de Kojève sont reprises ou critiquées par Henri Niel, Maurice Merleau-Ponty ou encore François Châtelet mais c'est la parution en 1992 de l'ouvrage La Fin de l'histoire et le Dernier Homme de Francis Fukuyama qui donne au concept une nouvelle actualité, l'auteur s'inspirant davantage des interprétations de Kojève que de Hegel lui-même.

### Alexandre Kojève
L'hypothèse de la fin de l'histoire a ainsi été reprise au milieu du XXe siècle par le philosophe Alexandre Kojève. Élaborée au fil d'une correspondance avec Georges Bataille[réf. nécessaire], cette hypothèse trouve chez lui une forme originale au regard de celles qu'elle a connues par la suite. Alexandre Kojève soutient en effet que l'histoire est d'ores et déjà finie[réf. nécessaire].
Bernard Bourgeois explique que, pour Kojève, la « révolution » communiste, qui pourrait passer pour une négation de la révolution bourgeoise que représenterait Hegel, n'est en réalité qu'une réalisation particulière retardataire de la fin de l'histoire. Il n'y aurait pas de différence entre Hegel et Marx. L'État universel et homogène, l'État robespierriste-napoléonien de Hegel est l'achèvement de l'histoire. De ce fait le conflit entre l'Ouest et l'Est est une « pseudo-négativité ». La fin de l'histoire est l'existence post-napoléonienne et post-hégélienne, ce qui veut dire napoléonienne et hégélienne.
D'autre part, l'événement permet de faire comprendre à Hegel que l'histoire permet la réalisation de la raison philosophique. Droit et philosophie s'achèvent donc pleinement en 1806.
Pour Kojève, les événements postérieurs à cette date ne constituent que l'extension de la fin de l'histoire au reste du monde, hors de l'Europe. Les guerres mondiales participent à cette lente diffusion de la raison.

### Eric Weil
Une autre conception hégélienne de la fin de l'histoire est développée par Eric Weil. Elle consiste à affirmer que la négativité continue de se manifester dans l'histoire, mais elle n'affecte pas la relation des individus à l'organisation rationnelle. La fin de l'histoire ne signifie pas qu'il n'y ait plus de souffrance pour l'individu ou de tragédie, mais cela n'est imputable qu'à l'irrationalité naturelle de l'individu qui peut lui faire préférer la violence au discours.

### Hannah Arendt
Hannah Arendt évoque la notion d'une Fin de l'Histoire dans ses fragments posthumes sur la politique (La Politique), non spécifiquement reliée à Hegel ni Marx, qui n'y sont jamais évoqués, mais plus particulièrement à la Crise de la culture. L'époque contemporaine se perdrait en devenant anhistorique, en rejetant ses racines traditionnelles héritées de son histoire pour devenir un édifice hors sol, sans passé ni horizon.

« Fin de la politique et fin de l’histoire coïncident alors dans l’infernale répétition de l’éternité marchande. L’idée d’une autre société est devenue presque impossible à penser, et d’ailleurs personne n’avance sur le sujet dans le monde d’aujourd’hui. Nous voici condamnés à vivre dans le monde où nous vivons. »

### Vilém Flusser
Pour le philosophe Vilém Flusser, dans la veine, il s'agit d'un constat de diminution des libertés, dans le cadre d'une critique de l'Occident contemporain.

## Développements récents

### Francis Fukuyama
L'hypothèse de la fin de l'histoire a été relancée par Francis Fukuyama peu avant la chute du mur de Berlin. Considérant la fin des dictatures dans la péninsule Ibérique (Salazar, franquisme), en Grèce (dictature des colonels) ou en Amérique latine (juntes) puis le début de l'éclatement de l'Union soviétique dans les années 1970 et 1980, ce chercheur conclut que la démocratie libérale et l'économie de marché n'auront désormais plus d'entraves et que la guerre devient de plus en plus improbable. La démocratie libérale satisfait seule le désir de reconnaissance, qui serait l'essence absolue de l'Homme.

#### Critiques
Cette théorie, qui précède de peu celle du choc des civilisations de Samuel Huntington, sera très débattue dans les années 1990. Les critiques philosophiques (Jacques Derrida dans Spectres de Marx, Franck Fischbach ou Bernard Bourgeois) ont pu souligner ce qu'ils considèrent être une mésinterprétation non seulement du concept hégélien de fin de l'histoire mais aussi de Kojève lui-même. Derrida, alors, rappelle que « les thèmes eschatologiques de la « fin de l'histoire », de la « fin du marxisme », de la « fin de la philosophie », des « fins de l'homme », du « dernier homme », etc., étaient, dans les années 1950, il y a 40 ans, notre pain quotidien ».

### Philippe Muray
Sur la base de Hegel particulièrement, auquel il dédie un poème dans Minimum respect au sujet de la Fin de l'Histoire, Philippe Muray déploie toute une idée du monde contemporain comme Empire du Bien, où dominerait un certain profil occidental : Homo festivus voire Festivus festivus. C'est-à-dire qu'Homo festivus est dans une mentalité intemporelle (zeitlos) au sens psychanalytique, à ne plus vivre que d'un principe de (dé)plaisir, se traduisant notamment dans ses "envies de pénal", à combler toujours et plus de vides juridiques.

« … Homo festivus consolide toutes les dénégations par lesquelles il règne (dénégation du non-monde [néo-réalité au sens baudrillardien], dénégation de la fin de l'Histoire, dénégation de l'ensemble des différences encore existantes malgré tout). Cette société qui ne connaît pas son nom, et qui ne sait plus du tout où elle va, se dépêche d'assigner des missions à ce qu'elle juge indispensable de conserver. Ce qu'elle n'est plus en mesure de faire, elle exige que certaines instances s'en occupent à sa place. Ainsi l'art se retrouve-t-il en charge du travail caritatif et des émois compassionnels. On lui demande d'être en lutte, lui aussi, comme tout le monde (en lutte contre le sida, contre la fracture sociale, etc.). Quelque chose d'imperceptible et de fragile l'avait jusque-là protégé de se voir assigner une pareille mission. Cette protection tenait tout entière dans la distinction, acceptée par presque tous, entre le réel et le symbolique, ou entre l'œuvre et l'existence. »

### Peter Sloterdijk
Selon Peter Sloterdijk, dans Le Palais de cristal, la Fin de l'Histoire correspond à cet état de l'humanité condamnée à sa Sphère terrestre, de sorte que l'Histoire en propre (sens moderne) serait née avec les aventures exploratrices et coloniales de la Renaissance européenne, et prendrait fin avec cet état de coopération internationale universelle nécessaire. Peter Sloterdijk n'est ni hegelien ni marxiste, dont il fait une critique dans Colère et tempse.

« … le débat, en général, alors et aujourd’hui, porte sur la question de l'« anthropotechnique », pour reprendre le terme utilisé par Sloterdijk. […] ce terme apparaît en français vers 1930 pour désigner des « techniques de développement de l’espèce humaine ». […] Or, ajoute Sloterdijk, si jadis [le] devenir était déterminé par des « anthropotechniques (…) plutôt inconscientes », telles les règles de parenté ou de mariage, l’éducation ou la guerre, il sera « à l’avenir (…) le thème de politiques anthropologiques et biologiques » conscientes. Selon l’auteur, il s’agit là d’un constat de bon sens, face auquel il n’y a pas lieu de se scandaliser. Au contraire, il devrait nous amener à constater l’évidence du besoin d’une « nouvelle philosophie non classique, non néo-idéaliste ». »

## Hypothèses
- Si vous ne connaissez pas le sujet, laissez ce bandeau (vous pouvez alors contacter les auteurs).
- Si vous supprimez le contenu mis en cause (vous pouvez préalablement contacter les auteurs),

argumentez précisément cette suppression dans la page de discussion
(un manque de référence n'est pas un argument ; une recherche réelle de référence doit avoir été effectuée, être formellement documentée).
La fin de l'Histoire présuppose épistémologiquement un critère d'arrêt et présuppose l'Histoire comme n'étant ni cyclique ni gouvernée par l'éternel retour. Il y a, selon cette thèse, une évolution de l'histoire qui aura un terme, qui débouchera sur une période stable sans évolutions majeures. Il y aurait un sens à l'histoire, une fin. La compréhension d'une telle thèse passe nécessairement par la mise en lumière de ses hypothèses.
En philosophie, l'influence de Hegel et de sa vision de l'histoire comme le développement de l'Esprit est indéniable. Si bien que la tradition idéaliste entendue au sens large, tend à concentrer la production philosophique contemporaine, comme si Platon l'avait emporté sur Socrate.[pas clair] Pour trouver des contre-arguments à l'« absolutisme » hégélien, il faudra alors se tourner du côté des historiens, qui reprochent souvent aux philosophes d'« essentialiser l'Histoire », ou encore des politilogues, au risque de perdre en hauteur théorique.
Pour Bernard Bourgeois, hégélien convaincu, il faut distinguer deux niveaux dans l'histoire : l'histoire universelle et l'histoire empirique. L'histoire est l'unité hiérarchisée de ces deux formes. L'histoire universelle est l'histoire de l'universel, des structures fondamentales de l'esprit, l'essence éternelle des choses. Le philosophe ne s'intéresse qu'à la « raison dans l'histoire ». L'actualité de cette fin signifie qu'il n'y aura aucune détermination fondamentale nouvelle. La fin de l'histoire est conçue comme la relation entre un État fort et une société civile libre. L'histoire empirique, en revanche, est liée à l'élément naturel et à la contingence ; elle n'est pas prévisible et elle se continue même si l'histoire de la raison universelle (l'histoire de la raison) est close.